# Kirche Borsdorf

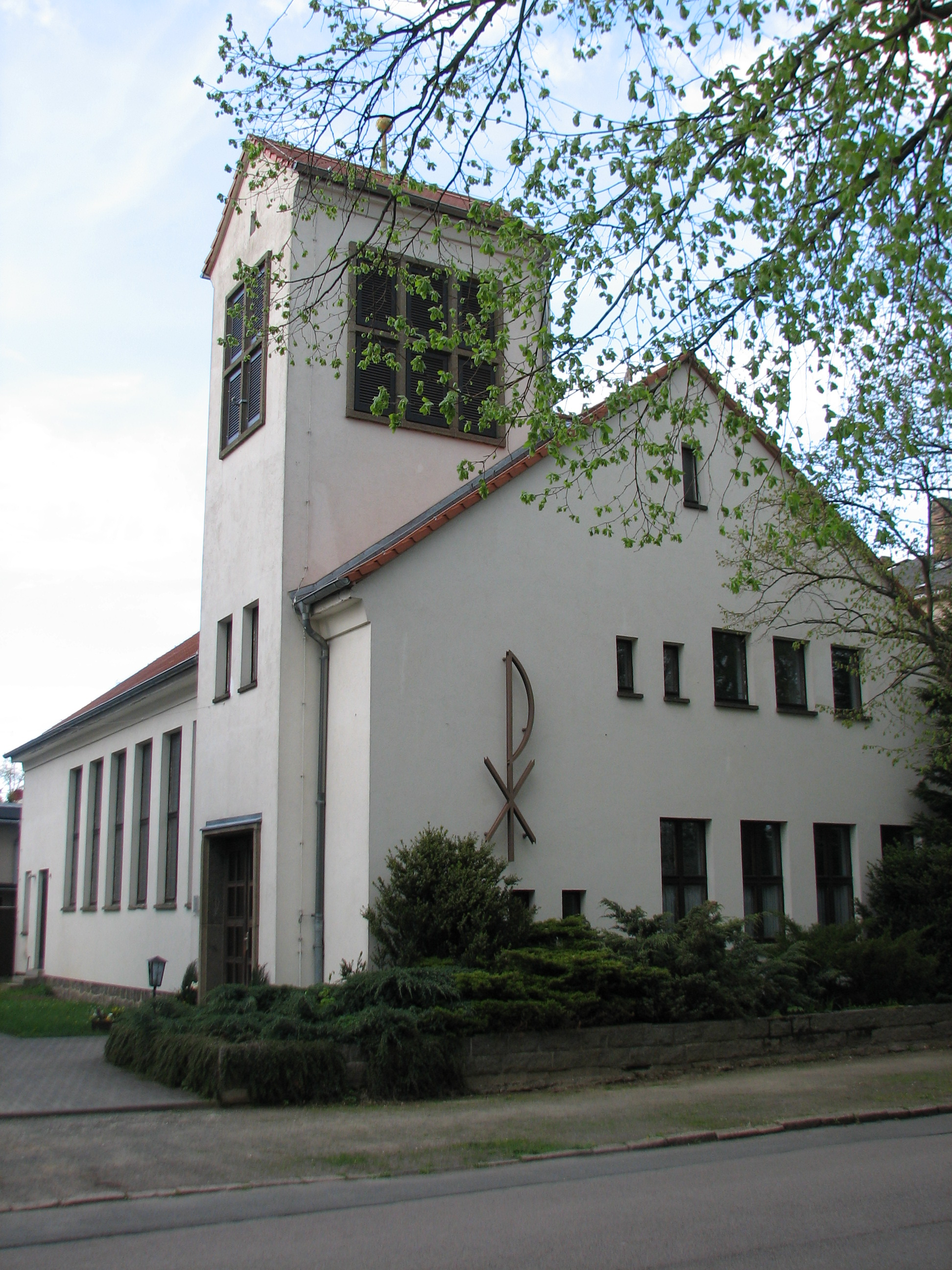
Die Kirche in Borsdorf

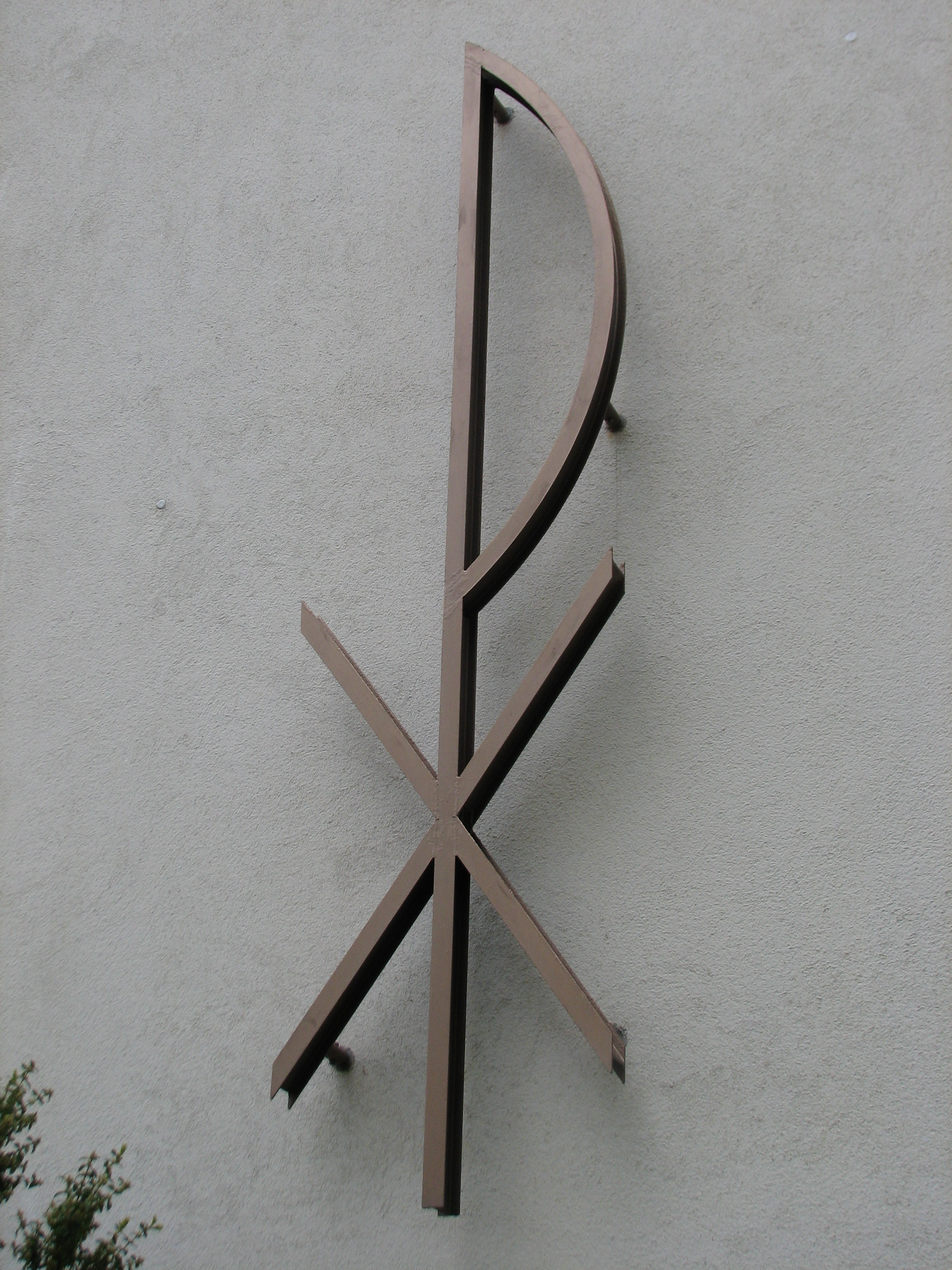
Christusmonogramm am Frontgiebel der Kirche Borsdorf

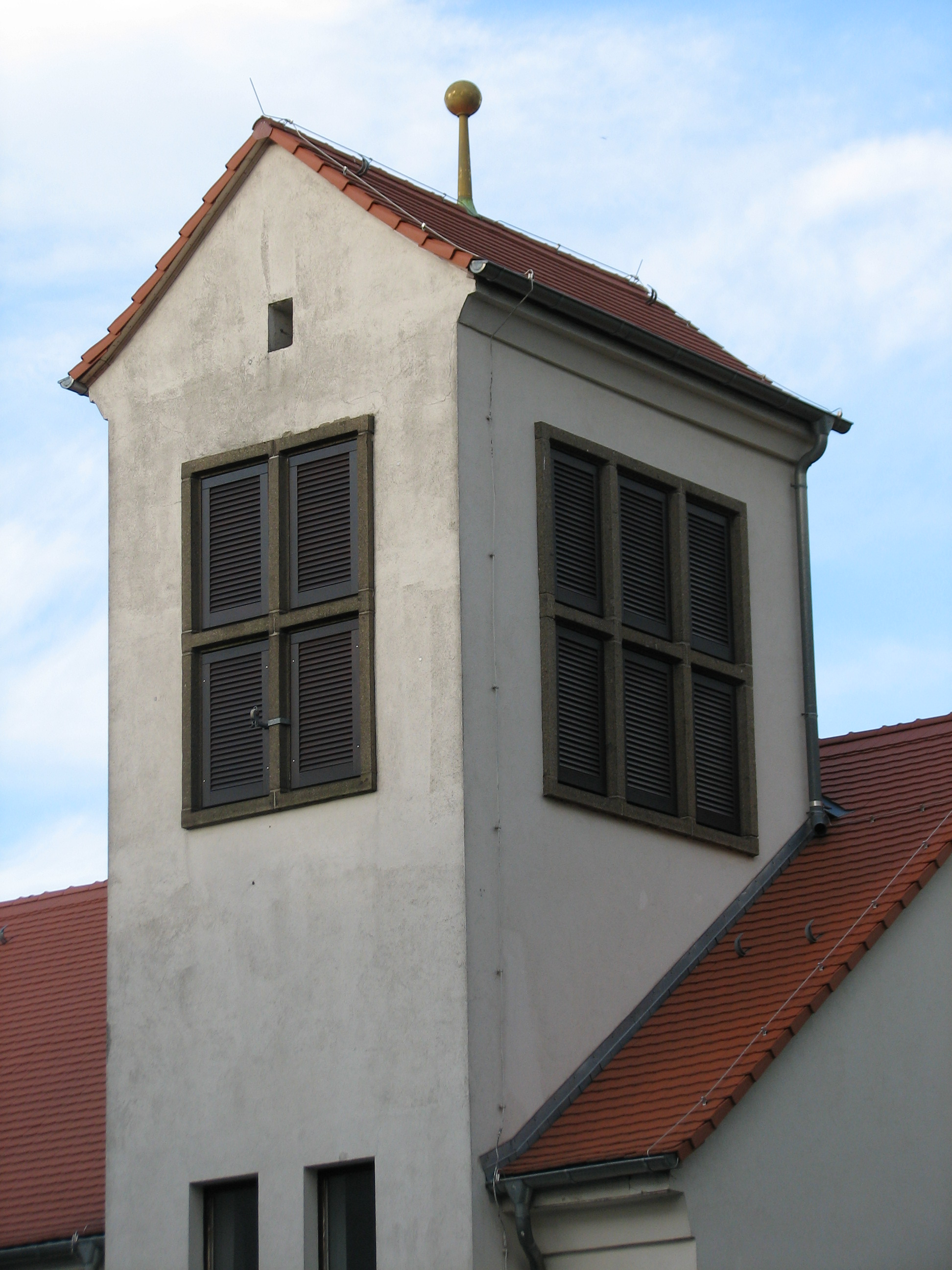
Glockenturm der Kirche Borsdorf

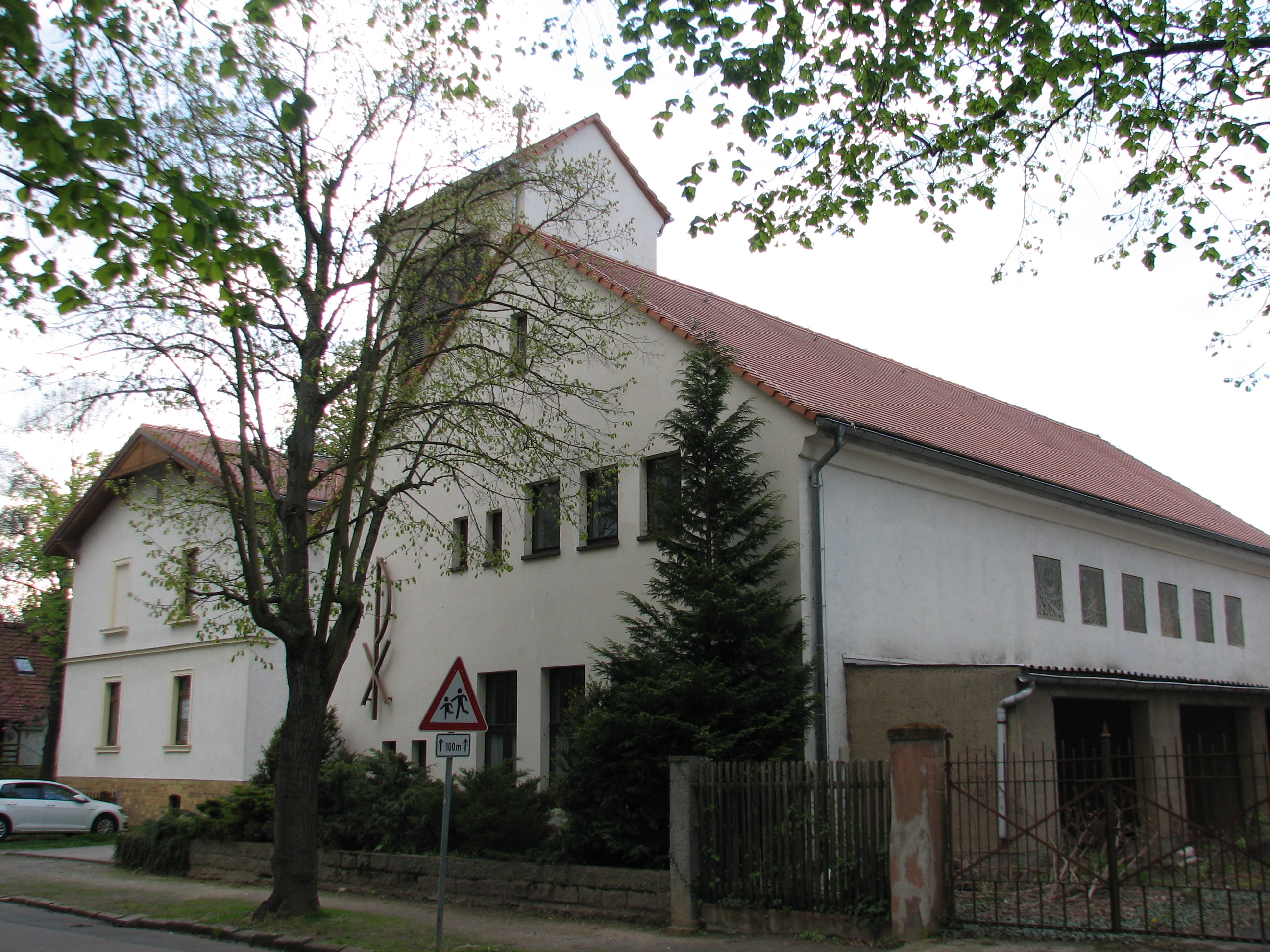
Pfarrhaus und Kirche in Borsdorf

Die Kirche Borsdorf ist ein im Jahr 1967 geweihtes Gotteshaus der Evangelisch-Lutherischen Landeskirche Sachsens in Borsdorf im sächsischen Landkreis Leipzig. Sie ist ein Kulturdenkmal im Freistaat Sachsen.
Sie gehört zu der aus politischen Gründen begrenzten Zahl an neu gebauten oder aus Umbau entstandenen Sakralbauten der DDR. Die Kirche entstand aus dem Tanzsaal eines einstigen Gasthofs.

## Vorgeschichte
Bis zur Reformation gehörten Borsdorfs Christen zur Kirche Panitzsch, die Verstorbenen wurden auf dem Friedhof Zweenfurth begraben. Mit dem Anwachsen des Ortes aus wirtschaftlichen Gründen entstand in Borsdorf ein eigener Friedhof.
Am 1. Januar 1906 wurde Borsdorf aus der Parochie Beucha-Zweenfurth ausgepfarrt und eine selbstständige Kirchgemeinde. Für das kirchliche Leben diente im 1905 errichteten Ostflügel der Schule ein Betsaal: zwei Klassenzimmer im zweiten Stock, die mit Öffnen einer Doppeltür zu einem großen Raum wurden. Beim Schulneubau wurde ein Glockenturm auf dem Dach geschaffen. Am 17. November 1907 fand die feierliche Glockenweihe der 130 Kilogramm schweren Eisenglocke mit dem Schlagton C und dem Schriftzug „Kommt, wir wollen wieder zum Herrn“ statt, gegossen von der Firma Möllnitz & Schiffter in Leipzig.
Im Jahr 1925 kaufte die Kirchgemeinde den alten Gasthof „Schweizerhaus“ in der Schulstraße  17, dort wohnt seitdem der Pfarrer mit seiner Familie. Zum Gasthof gehörte ein Tanzsaal, der als Betsaal für Gottesdienste genutzt wurde.

## Geschichte
1961 übernahm der damals 32 Jahre alte  Gottfried Schille, zugleich nebenamtlich Dozent an der Kirchlichen Hochschule Leipzig, das Pfarramt in Borsdorf und begann, den Saal für kirchliche Zwecke umzubauen. 1964 wurde der bis dahin als Betsaal genutzte Tanzsaal des ehemaligen Gasthofes abgerissen. Aufgrund des Zuschnitts des Grundstückes und der unverändert aufzurichtenden Umfassungsmauern des Kirchen-Neubaus war die Ostung – also die Ausrichtung der Kirche nach Osten – der neuen Kirche nicht möglich; die Kirche Borsdorf steht in Nord-Süd-Ausrichtung. Architekt war Fritz Ziel aus Leipzig.
Dank der Unterstützung des Aufbaulagers der Gossner Mission mit jugendlichen Helfern aus Ungarn, Deutschland, der Tschechoslowakei und Polen sowie des Gustav-Adolf-Werkes entstand die kleine Kirche. Die Buntglasfenster gestaltete der Künstler Werner Juza.
Kirchweihe war unter großem öffentlichen Interesse am 26. Februar 1967 mit Landesbischof Gottfried Noth und Pfarrer Gottfried Schille. An diesem Tag erklangen erstmals die vier für diese Kirche neu gegossenen Kirchenglocken.
Am 26. Februar 2017 gab es zum 50-jährigen Jubiläum einen Festgottesdienst mit Pfarrer Thomas Enge und Superintendent Matthias Weismann.

## Kirchgemeinde
Mit Wirkung vom 1. Januar 2020 haben die Evangelisch-Lutherischen Kirchgemeinden Borsdorf-Zweenfurth, Gerichshain-Althen und Panitzsch (seit 1. Januar 2020: Vereinigte Evangelisch-Lutherische Kirchgemeinde Parthenaue-Borsdorf), die Evangelisch-Lutherische St.-Nikolai-Kirchgemeinde Machern und die Evangelisch-Lutherische Kirchgemeinde Püchau-Bennewitz (seit 1. Januar 2020: Vereinigte Evangelisch-Lutherische Kirchgemeinde Machern-Püchau-Bennewitz), die Evangelisch-Lutherische Kirchgemeinde Brandis-Polenz und die Evangelisch-Lutherische Kirchgemeinde Beucha-Albrechtshain im Kirchenbezirk Leipziger Land ein Schwesterkirchverhältnis gegründet. Trägerin der gemeinsamen Pfarrstellen und anstellende Kirchgemeinde gemäß Kirchgemeindestrukturgesetz (§ 2 Abs. 3) ist die Evangelisch-Lutherische Kirchgemeinde Parthenaue-Borsdorf.
Pfarrer der Kirchgemeinde Borsdorf
- 1906: Döhler, Wilhelm Johannes
- 1907: Döhler, Wilhelm Johannes
- 1910: Michael, Wilhelm *Max
- 1912: Schnieber, Hans Siegfried
- 1917: Hahne, Friedrich *Felix
- 1927–1935 Albrecht, Arwed Heinrich *Johannes
- 1931–1931 Albrecht, Karl-Heinz Georg
- 1934: Kramer, Franz Paul Oswald *Johannes
- 1935: Gerlach, Hermann Arwed
- 1940: Kramer, Martin Franz Oswald *Wolfgang
- 1942: Petzoldt, Joachim
- 1946: Herbst, Gustav Paul *Kurt
- 1951: Kubitz, Gerhard August Albert
- 1961: Schille, Gottfried[10]
- 1995–2015: Elisabeth Veronika Förster-Blume[11]
- 2015–2023: Thomas Enge († 26. September 2023)[12][13]

## Orgelpositiv und Orgel

### Orgelpositiv
Das Orgelpositiv mit fünf Registern wurde 1965 von Hermann Eule Orgelbau aus Bautzen gebaut. Die Kosten laut Rechnung vom 2. Juli 1965 betrugen 9.100 DDR-Mark und wurden komplett aus Spenden aufgebracht. Es hat folgende Disposition:
| 1. Manual C–f3 |       |
| Gedackt        | 8′    |
| Rohrflöte      | 4′    |
| Prinzipal      | 2′    |
| Quinte         | 1 ⁄3′ |
| Zimbel II      |       |

### Jehmlich-Orgel

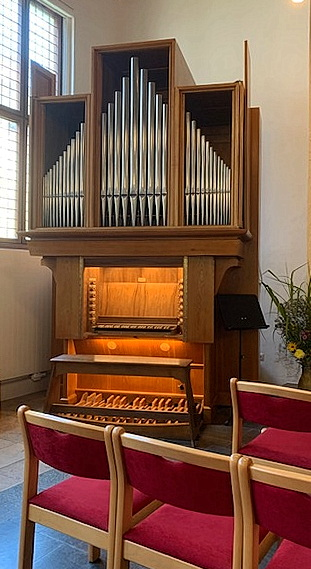
Jehmlich-Orgel in der Kirche Borsdorf

Seit ihrer Weihe am 25. September 2022 erklingt in der Kirche Borsdorf die Jehmlich-Chororgel (Opus 740) aus der Kreuzkirche Dresden – sie diente dort seit 1957 dem Dresdner Kreuzchor als Begleitinstrument. Die Gesamtkosten inklusive der Umsetzung nach Borsdorf, vermittelt vom Orgelsachverständigen Johannes Dickert, betrugen rund 25.000 Euro; davon stammen 6.500 Euro von der Landeskirche.
Das mechanische Schleifladeninstrument der Firma Jehmlich wurde 2014 von Jehmlich renoviert und etwas umdisponiert. Die Orgel verfügt über acht Register, die sich auf ein Manual und Pedal verteilen.
| I Hauptwerk C–f3 |                |    |     |
| 1.               | Holzgedackt    | 8′ | B   |
| 2.               | Nachthorn      | 8′ | D   |
| 3.               | Spitzgedackt   | 8′ | D   |
| 4.               | Prinzipal      | 4′ | B/D |
| 5.               | Rohrflöte      | 4′ | B   |
| 6.               | Blockflöte     | 4′ | D   |
| 7.               | Spitzoktave    | 2′ | B   |
| 8.               | Waldflöte      | 2′ | D   |
| 9.               | Sesquialter II |    | B/D |
| 10.              | Mixtur II-III  |    | B/D |

| Pedal C–d1 |         |     |
| 11.        | Subbass | 16′ |

- Koppeln: I/P

## Glocken
Das Geläut der Kirche hat vier Kirchenglocken aus Bronze, die die traditionsreiche Firma Franz Schilling Söhne in Apolda im Oktober 1966 gegossen hat:
- Sterbeglocke mit Schlagton a und Schriftzug „Sie ist nicht gestorben, sondern sie schläft“
- Abendglocke mit Schlagton c und Schriftzug „Du erhörst mein Gebet“
- Trauglocke mit Schlagton d und Schriftzug „Selig sind die Friedfertigen“
- Taufglocke mit Schlagton e und Schriftzug „Sie werden Kinder Gottes heißen“[16]

## Varia
- Eine Besonderheit des Kirchgebäudes ist, dass weder auf dem Dach noch an der Fassade das Christus-Kreuz zu sehen ist, sondern das weniger bekannte Christusmonogramm.
- An der Kirche befindet sich eine Gedenktafel für Pfarrer Gottfried Schille.